# Route nationale 11 (Maroc)
Pour les articles homonymes, voir N11 et Route nationale 11.
La Route nationale 11, ou N11, est une route nationale marocaine, reliant Settat à Agadir, en passant par Sidi Bennour, Youssoufia et Chichaoua. 

## Description
Avant la nouvelle numérotation introduite par le gouvernement en 2018, la N11 reliait la ville de Casablanca à Béni-Mellal en passant par Berrechid et Khouribga.
Depuis la nouvelle numérotation la N11 reprend en partie l'ex 202 entre Boulaouane et Sidi Bennour. Puis l'ex tronçon de la N8 entre Chichaoua et Agadir.

## Tracé

### Tronçon Settat - Chichaoua
Le tronçon séparant la ville de Settat à Chichaoua est long de 231 km , il passe par les villes de Sidi Bennour et de Youssoufia. Il est aménagé en 2x1 voie.  
- Settat
- Intersection et début du tronc commun de 49 km avec la 316 : Ras El Aïn / Ben Ahmed
- Oulad Saïd
- Boulaouane
- Intersection et fin du tronc commun de 49 km avec la 316 : Jorf Lasfar
- Arbaa du Aounates
- Sidi Bennour
- Intersection et tronc commun de 2 km avec la N7 : Sidi Smaïl / Marrakech
- Youssoufia
- Intersection et début de la 206 : Ben Guerir / El Kelaâ des Sraghna
- Echemmaia
- Intersection avec la N7A : Bouguedra / Safi
- Chichaoua

### Tronçon Chichaoua - Agadir
Le dernier tronçon de la N11 sépare la ville de Chichoua à Agadir. Il longue de 160 km , il passe par les villes de Imintanoute et Amskroud. La N11 ne se termine pas réellement Agadir mais à Tiguezmert. C'est la N11A qui prend le relais de la N11 pour atteindre la ville d'Agadir. 
- Chichaoua
- Intersection avec la N8 : Marrakech / Essaouira
- Jdida
- Échangeur entre N11 et A3 : Marrakech / Agadir / Casablanca
- Intersection et début de la 214 : Smimou
- Imintanoute
- Intersection et début de la 212 : Marrakech
- Intersection et début de la 1713 : Argana / Labaair
- Amskroud
- Intersection et début de la 114A : Taroudant
- Échangeur entre N11 et A3 : Agadir / Marrakech / Casablanca marquant la fin de la N11 dont la N11A reprend le relais jusqu'à Agadir